# Argajasz
Argajasz (ros. Аргаяш) – wieś (ros. село, trb. sieło) w Rosji, w obwodzie czelabińskim, nad jeziorem Argajasz, 56 km na północny zachód od Czelabińska, siedziba administracyjna rejonu argajaszskiego. W 2015 roku liczyła ok. 10 tys. mieszkańców.
W miejscowości znajduje się stacja Kolei Południowouralskiej na linii Czelabińsk-Wierchnij Ufalej-Jekaterynburg.